# نادر المولد
نادر المولد (انگلیسی: Nader Al-Muwallad؛ زادهٔ ۲۳ ژوئیهٔ ۱۹۹۲) یک ورزشکار اهل عربستان سعودی است.
از باشگاه‌هایی که در آن بازی کرده‌است می‌توان به باشگاه فوتبال الرائد عربستان سعودی و باشگاه فوتبال الشباب عربستان سعودی اشاره کرد.